# Sabicea stellaris
Sabicea stellaris är en måreväxtart som beskrevs av John Duncan Dwyer. Sabicea stellaris ingår i släktet Sabicea och familjen måreväxter.
Artens utbredningsområde är Panamá. Inga underarter finns listade i Catalogue of Life.